# Alleyne Fitzherbert
Alleyne Fitzherbert (Derby, 1er mars 1753 – Londres, 19 février 1839), 1er baron St Helens, est un diplomate britannique et un ami de l'explorateur George Vancouver qui nomme le célèbre Mont Saint Helens de l'État américain de Washington.
Fitzherbert étudie à l'école de Derby (1763-1766), à Eton College (1766–1770) et au St John's College de Cambridge (1770-1774).
Il est d'abord ministre plénipotentiaire en Russie de 1783 à 1788, puis, de 1790 à 1794, en Espagne.